# Coupe de Biélorussie de football 2006-2007
Navigation
Coupe de Biélorussie 2005-2006 Coupe de Biélorussie 2007-2008
La Coupe de Biélorussie 2006-2007 est la 16e édition de la Coupe de Biélorussie depuis la dissolution de l'URSS. Elle prend place entre le 2 juillet 2006 et le 27 mai 2007, date de la finale au stade Dinamo de Minsk.
Un total de 46 équipes prennent part à la compétition, cela inclut l'intégralité des clubs de la saison 2006 des trois premières divisions biélorusses, à l'exception des équipes réserves, auxquelles s'ajoutent trois équipes amateurs ayant remporté leurs coupes régionales respectives, les qualifiant ainsi pour la coupe nationale.
La compétition suivant un calendrier sur deux années, contrairement à celui des championnats biélorusses qui s'inscrit sur une seule année, celle-ci se trouve de fait à cheval entre deux saisons de championnat ; ainsi pour certaines équipes promues ou reléguées durant la saison 2006, la division indiquée peut varier d'un tour à l'autre.
Le Dinamo Brest remporte sa première coupe nationale à l'issue de la compétition au détriment du BATE Borisov, alors tenant du titre. Cette victoire permet au club de se qualifier pour le premier tour de qualification de la Coupe UEFA 2007-2008.

## Seizièmes de finale
Les équipes de la première division 2006 font leur entrée à partir de ce tour.
| Date         | Locaux                      | Score                | Visiteurs                |
| ------------ | --------------------------- | -------------------- | ------------------------ |
| 10 août 2006 | FK Minsk (D2)               | 3 - 2                | (D1) Naftan Novopolotsk  |
| 10 août 2006 | FK Assipovitchy (D3)        | 0 - 3                | (D1) Nioman Hrodna       |
| 10 août 2006 | Khimik Svietlahorsk (D2)    | 1 - 2                | (D1) Dniepr Mahiliow     |
| 10 août 2006 | Volna Pinsk (D2)            | 0 - 0 ap (5 - 6 tab) | (D1) Torpedo Jodzina     |
| 10 août 2006 | Savit Mahiliow (D3)         | 0 - 6                | (D1) MTZ-RIPA Minsk      |
| 10 août 2006 | FK Smarhon (D2)             | 0 - 0 ap (5 - 6 tab) | (D1) Dinamo Brest        |
| 10 août 2006 | Dinamo-Belkard Hrodna (D3)  | 1 - 2 ap             | (D1) Daryda Minsk Rayon  |
| 10 août 2006 | Kommounalnik Jlobine (D3)   | 1 - 1 ap (4 - 5 tab) | (D1) Chakhtior Salihorsk |
| 10 août 2006 | FK Mikachevitchy (D2)       | 0 - 2                | (D1) FK Homiel           |
| 13 août 2006 | FK Polotsk (D2)             | 3 - 1 ap             | (D2) Mazyr-ZLIN          |
| 13 août 2006 | Veras Niasvij (D2)          | 2 - 2 ap (4 - 5 tab) | (D1) Lokomotiv Vitebsk   |
| 13 août 2006 | Spartak Chklow (D3)         | 4 - 0                | (D2) Zvyazda-BDU Minsk   |
| 13 août 2006 | FK Lida (D2)                | 0 - 1                | (D1) BATE Borisov        |
| 13 août 2006 | FK Baranavitchy (D2)        | 1 - 2 ap             | (D1) Lokomotiv Minsk     |
| 13 août 2006 | Vertykal Kalinkavitchy (D3) | 0 - 4                | (D1) Dinamo Minsk        |
| 13 août 2006 | Vedrytch-97 Retchytsa (D2)  | 2 - 2 ap (3 - 0 tab) | (D1) Belchina Babrouïsk  |

## Huitièmes de finale
Les matchs aller sont joués le 20 septembre 2006 tandis que les matchs retour sont joués le 4 octobre 2006.
| Équipe 1                   | Score | Équipe 2                 | Aller | Retour |
| -------------------------- | ----- | ------------------------ | ----- | ------ |
| FK Minsk (D2)              | 5 - 2 | (D1) Dniepr Mahiliow     | 5 - 1 | 0 - 1  |
| Spartak Chklow (D3)        | 1 - 6 | (D1) MTZ-RIPA Minsk      | 1 - 3 | 0 - 3  |
| Dinamo Brest (D1)          | 7 - 2 | (D2) Lokomotiv Minsk     | 4 - 1 | 3 - 1  |
| Daryda Minsk Rayon (D1)    | 1 - 4 | (D1) BATE Borisov        | 1 - 0 | 0 - 4  |
| Vedrytch-97 Retchytsa (D2) | 0 - 7 | (D1) Dinamo Minsk        | 0 - 4 | 0 - 3  |
| FK Polotsk (D2)            | 1 - 2 | (D1) Torpedo Jodzina     | 1 - 0 | 0 - 2  |
| Lokomotiv Vitebsk (D1)     | 2 - 5 | (D1) Chakhtior Salihorsk | 1 - 1 | 2 - 4  |
| FK Homiel (D1)             | 1 - 5 | (D1) Nioman Hrodna       | 0 - 2 | 1 - 3  |

## Quarts de finale
Les matchs aller sont joués le 29 mars 2007 tandis que les matchs retour sont joués le 2 avril 2007.
| Équipe 1                 | Score | Équipe 2             | Aller | Retour |
| ------------------------ | ----- | -------------------- | ----- | ------ |
| MTZ-RIPA Minsk (D1)      | 1 - 3 | (D1) BATE Borisov    | 1 - 2 | 0 - 1  |
| FK Minsk (D1)            | 2 - 1 | (D1) Torpedo Jodzina | 1 - 1 | 1 - 0  |
| Chakhtior Salihorsk (D1) | 1 - 6 | (D1) Dinamo Brest    | 0 - 0 | 0 - 3  |
| Nioman Hrodna (D1)       | 4 - 2 | (D1) Dinamo Minsk    | 1 - 2 | 3 - 0  |

## Demi-finales
Les matchs aller sont joués le 10 avril 2007 tandis que les matchs retour sont joués le 2 mai 2007.
| Équipe 1          | Score | Équipe 2           | Aller | Retour |
| ----------------- | ----- | ------------------ | ----- | ------ |
| FK Minsk (D1)     | 0 - 2 | (D1) BATE Borisov  | 0 - 1 | 0 - 1  |
| Dinamo Brest (D1) | 4 - 3 | (D1) Nioman Hrodna | 2 - 2 | 2 - 1  |

## Finale
| Entraîneur :        |
| Vladimir Guevorkian |

| Entraîneur :     |
| Igor Kriouchenko |

| Entraîneur :        |
| Vladimir Guevorkian |

| Entraîneur :     |
| Igor Kriouchenko |